# Colí barrat
El colí barrat (Philortyx fasciatus) és una espècie d'ocell de la família dels odontofòrids (Odontophoridae) que habita zones de bosc obert i arbusts del sud-oest de Mèxic, des del sud-oest de Jalisco, fins a l'estat de Morelos i Puebla. És l'única espècie del gènere Philortyx (Gould, 1846).